# ГЕС Котешвар
ГЕС Котешвар — гідроелектростанція на півночі Індії у штаті Уттаракханд. Знаходячись після ГЕС Техрі, становить нижній ступінь каскаду на річці Бхаґіратхі, правій твірній Гангу.
В межах проекту річку перекрили бетонною гравітаційною греблею висотою 98 метрів та довжиною 619 метрів, на час спорудження якої воду відвели за допомогою тунелю довжиною 0,6 км з діаметром 8 метрів. Гребля утримує водосховище з об'ємом 89 млн м3 та корисним об'ємом 35 млн м3, що забезпечується коливанням рівня між позначками 598,5 та 612,5 метра НРМ (під час повені останній показник може зростати до 615 метрів НРМ).
Пригреблевий машинний зал обладнали чотирма турбінами типу Френсіс потужністю по 100 МВт. Вони використовують напір від 58 до 75 метрів (номінальний напір 69 метрів) та забезпечують виробництво 1155 млн кВт-год електроенергії на рік.
Видача продукції відбувається по ЛЕП, розрахованій на роботу під напругою 400 кВ.